# 舊杜代什蒂鄉

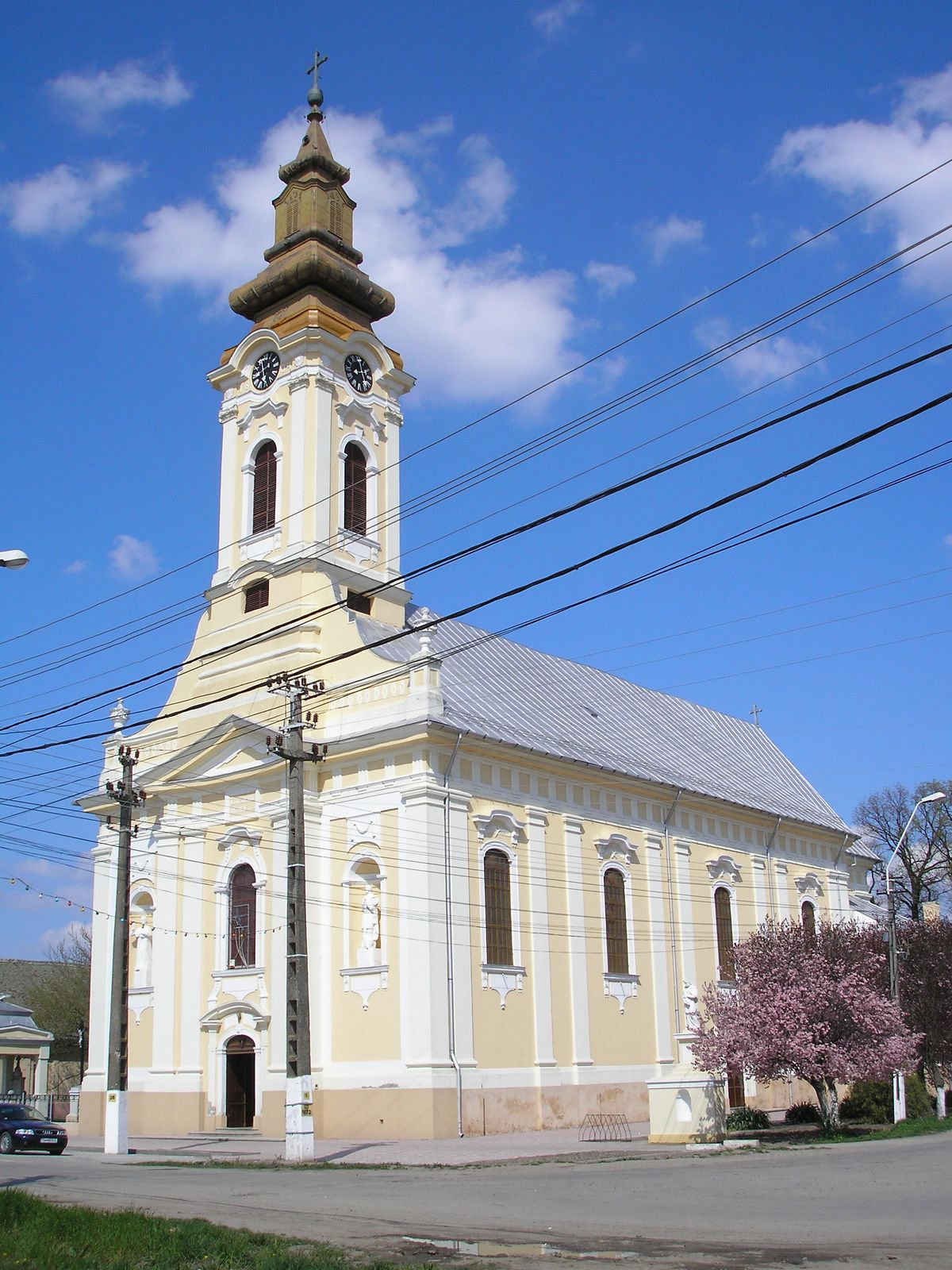

46°03′N 20°29′E / 46.050°N 20.483°E
舊杜代什蒂鄉（羅馬尼亞語：Comuna Dudeștii Vechi, Timiș），是羅馬尼亞的鄉份，位於該國西部，由蒂米什縣負責管轄，面積191平方公里，海拔高度78米，2002年人口4,411，人口密度每平方公里23人。